# アトレティコ・マラゲーニョ
クルブ・アトレティコ・マラゲーニョ（Club Atlético Malagueño）は、スペイン・アンダルシア州マラガに本拠地を置くマラガCFのリザーブチーム。現在はスペイン5部リーグにあたるテルセーラ・フェデラシオンに所属している。

## 歴史
このクラブは1990年にCAマラゲーニョのリザーブチームとして活動するSDマラゲーニョとして設立された。CAマラゲーニョが1994年にマラガCFへと改名すると、その翌年にSDマラゲーニョもマラガCF Bとして活動し始めた。
2002-03シーズンにはセグンダ・ディビシオンへと昇格し、3シーズン在籍した後の2007年に再びセグンダ・ディビシオンBへと降格した。
2009-10シーズン開幕前、マラガBはクラブ名をアトレティコ・マラゲーニョへと変更することを発表した。

## タイトル

### 国内タイトル
- テルセーラ・ディビシオン : 3回 (1998-99, 2016-17, 2017-18)

### 国際タイトル
- なし

## 歴代監督
- アントニオ・タピア 2002-2005
- ホセ・マリア・バケーロ 2005
- ロボ・カラスコ 2005-2006
- フリオ・デリー・バルデス 2018

## 歴代所属選手
- セルジ・ダルデル 2012-2013
- ユセフ・エン＝ネシリ 2016-2017
- ケイディ・バレ 2018-2019